# Fore (golf)

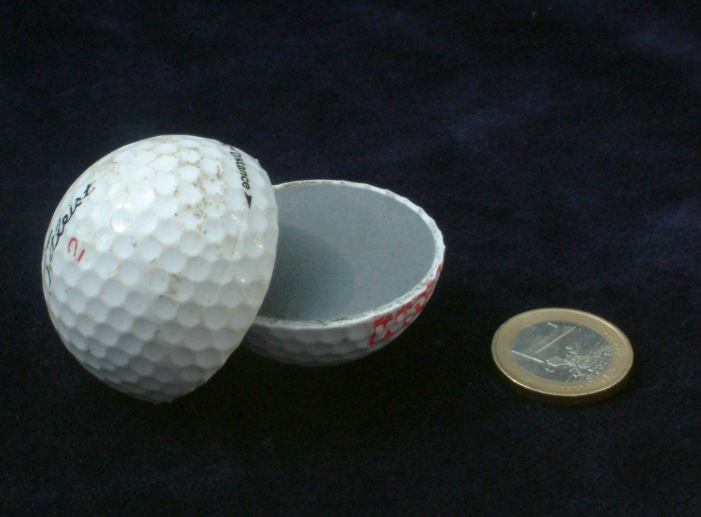
Il nucleo di gomma duro di una pallina da golf, la rende un pericolo per gli altri, nonostante il suo peso non superi i 45.93 g (1.62oz)

"Fore!" è un termine golfistico derivante da un intercalare scozzese e usato per avvertire chi si muove o chi è in piedi del pericolo legato al fatto che un colpo storto si sta dirigendo verso di essi. Si fa menzione di questo termine già dal 1881 nel British Golf Museum.
Si ritiene che il termine derivi dall'esclamazione militare "attenti prima", che un artigliere in procinto di fuoco urlava per avvisare i fanti vicini di buttarsi a terra per evitare possibili colpi in testa.